# TAKASHI TESHIGAWARA a.k.a.Tessie
TAKASHI TESHIGAWARA a.k.a.Tessie（タカシ テシガワラ エーケーエー テッシー、1980年11月5日 - ）は、
日本のDJ、プロデューサーである。本名は勅使川原 崇（てしがわら たかし）。
テッシーは幼少時からのニックネームである。
出身は岐阜県岐阜市。大阪での活動を経てニューヨークに渡り、現在は東京で活動している。
活動10周年を機にDJ TESSIEからTAKASHI TESHIGAWARA a.k.a.Tessieと改名している。

## ディスコグラフィー

### アルバム
- RHYTHMUSICA/TAKASHI TESHIGAWARA a.k.a.Tessie（2012年9月）
- Scrumble fantasy/TAKASHI TESHIGAWARA a.k.a.Tessie（2010年9月）
- Hip "HOUSE" Jazz STRONGER/TAKASHI TESHIGAWARA a.k.a.Tessie（2010年3月10日）
- AQUA SAFARI Lounge/TAKASHI TESHIGAWARA a.k.a.Tessie（2009年8月15日)
- Sleep Soundly/DJ TESSIE（2006年6月10日）
- Valetudo Vol.1/DJ TESSIE（2006年1月20日）

### プロデュース作品
- A Pale Summer Day Feat.Hiddy & 杢太郎/TAKASHI TESHIGAWARA a.k.a.Tessie（2013年8月)
- 月に願いを/TAKASHI TESHIGAWARA a.k.a.Tessie（2011年9月)
- Truth Of The Music Feat.Grow/TAKASHI TESHIGAWARA a.k.a.Tessie（2010年12月24日）
- Suize the Rock Feat.mocca/TAKASHI TESHIGAWARA a.k.a.Tessie（2010年5月）
- FANTASTIC!（2003年11月6日）
10.mambo/リズモ☆トロピカ
11.パラメヒコ/リズモ☆トロピカ